# Emilía Ásgeirsdóttir
Emilía Kiær Ásgeirsdóttir (* 30. Januar 2005) ist eine isländisch-dänische Fußballspielerin, die seit Januar 2025 beim deutschen Bundesligisten RB Leipzig unter Vertrag steht und seit 2024 für die A-Nationalmannschaft Islands aufläuft.

## Karriere

### Vereine
Seit Sommer 2020 gehörte sie der Frauenmannschaft des FC Nordsjælland an, für die sie 74 Spiele (25 Tore) in der dänischen Frauenliga absolvierte. Zudem kam sie in 16 Pokalspielen (7 Tore) sowie einer Partie in der Qualifikationsphase zur UEFA Women’s Champions League in der Saison 2024/25 zum Einsatz. Die größten Erfolge in dieser Zeit waren der Gewinn des dänischen Pokalwettbewerbs in der Saison 2022/23 und der Meistertitel in der Saison 2023/24. In der Winterpause der Saison 2024/25 wechselte sie zu RB Leipzig und erhielt dort einen bis zum 30. Juni 2028 datierten Vertrag. Ihr Bundesligadebüt gab sie am 2. Februar 2025 (13. Spieltag) bei der 0:1-Heimniederlage gegen den FC Bayern München mit Einwechslung für Lara Marti in der 46. Minute. Ihr erstes Bundesligator erzielte sie am 8. Februar (14. Spieltag) beim 4:1-Auswärtssieg gegen Werder Bremen mit dem Treffer zum 2:1 in der 56. Minute.

### Nationalmannschaft
Ásgeirsdóttir, die einen isländischen Vater und eine dänische Mutter hat, durchlief zunächst die Juniorinnen-Auswahlen des dänischen Fußballverbands (DBU): Mit der U16 nahm sie im Juli 2021 am Open Nordic Cup teil und kam in allen drei Partien der Däninnen zum Einsatz. Am 1. September 2021 debütierte sie in einem Testspiel gegen Finnland in der U17; gleich in ihrem ersten Spiel gelangen ihr zwei Tore. Nachfolgend absolvierte sie vier Partien in der Qualifikation zur EM 2022. Bei der Endrunde in Bosnien und Herzegowina im Mai 2022 wurde sie in allen drei Spielen der Gruppenphase eingesetzt. Am 31. August 2022 lief sie beim Testspiel gegen Portugal erstmals für die U19 auf. Ihr erstes Tor gelang ihr nur eine Woche später gegen Österreich. In den beiden Qualifikationsrunden zur EM 2023 bestritt sie alle sechs Begegnungen; beim 6:1-Sieg im Auftaktspiel gegen die Slowakei gelangen ihr vier Tore. Auch in der Qualifikation zur EM 2024 wurde sie in zwei Spielen eingesetzt.
Im Frühjahr 2024 entschied sie sich, zukünftig für den isländischen Fußballverband (KSÍ) zu spielen. Im Rahmen der Qualifikation für die EM 2025 wurde sie für das Gruppenspiel gegen Österreich am 31. Mai erstmals für die Nationalmannschaft berufen, im Rückspiel vier Tage später gab sie per Einwechslung wenige Minuten vor Spielende ihr Länderspieldebüt.

## Erfolge
- Dänischer Meister: 2024 (mit dem FC Nordsjælland)
- Dänischer Pokalsieger: 2023, 2024 (mit dem FC Nordsjælland)